# جرج گیوت
جرج گیوِت (انگلیسی: George Givot؛ ‏ ۱۸ فوریهٔ ۱۹۰۳ – ۷ ژوئن ۱۹۸۴) کمدین، صداپیشه و بازیگر اهل ایالات متحده آمریکا بود. وی بین سال‌های ۱۹۳۳ تا ۱۹۶۱ میلادی فعالیت می‌کرد. او به دلیل صحبت کردن با یک گویش یونانی ساختگی کمدی معروف بود و به او لقب «سفیر حسن‌نیت یونان» داده شد.
از فیلم‌هایی که وی در آن نقش داشته‌است، می‌توان به اراذل و اوباش (فیلم ۱۹۳۶)، اراذل و اوباش (فیلم ۱۹۴۷)، ماجرای پرشور هالیوود، جشن هالیوود، فتح، راه مراکش، بانو و ولگرد و دختر حکومتی اشاره کرد.